# Sesam (studentförening)
Sesam är en studentförening och kårsektion under Örebro studentkår vid Örebro universitet för de studenter som läser ekonomi, statistik eller informatik. Kårsektionen har ungefär 600 medlemmar. Sesam består av flera utskott och projektgrupper som arbetar för att skapa ett mervärde för studenterna under deras studietid på Örebro Universitet & Handelshögskolan.